# ديفيد بيري (لاعب اتحاد الرغبي)
ديفيد بيري (بالإنجليزية: David Perry)‏ هو لاعب اتحاد الرغبي بريطاني، ولد في 26 ديسمبر 1937، وتوفي في 11 أبريل 2017.